# Paulus Postumius Acilianus

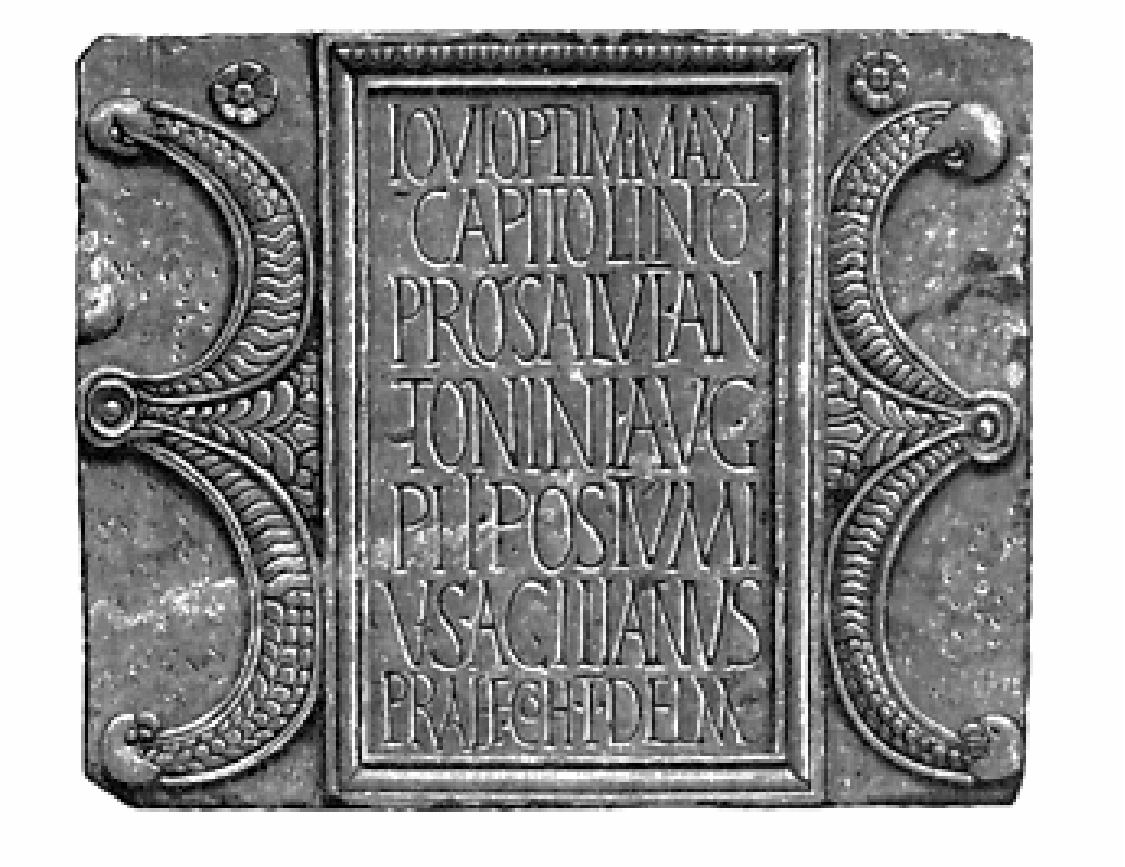
Weihinschrift des Acilianus

Paulus Postumius Acilianus (vollständige Namensform Paulus Postumius [] filius Palatina Acilianus) war ein im 2. Jahrhundert n. Chr. lebender Angehöriger des römischen Ritterstandes (Eques).
Durch fünf Inschriften, die beim Kastell Alauna gefunden wurden, ist belegt, dass Acilianus um 138/165 Präfekt der Cohors I Delmatarum war, die zu diesem Zeitpunkt in der Provinz Britannia stationiert war. Acilianus war in der Tribus Palatina eingeschrieben.